# Golczewo

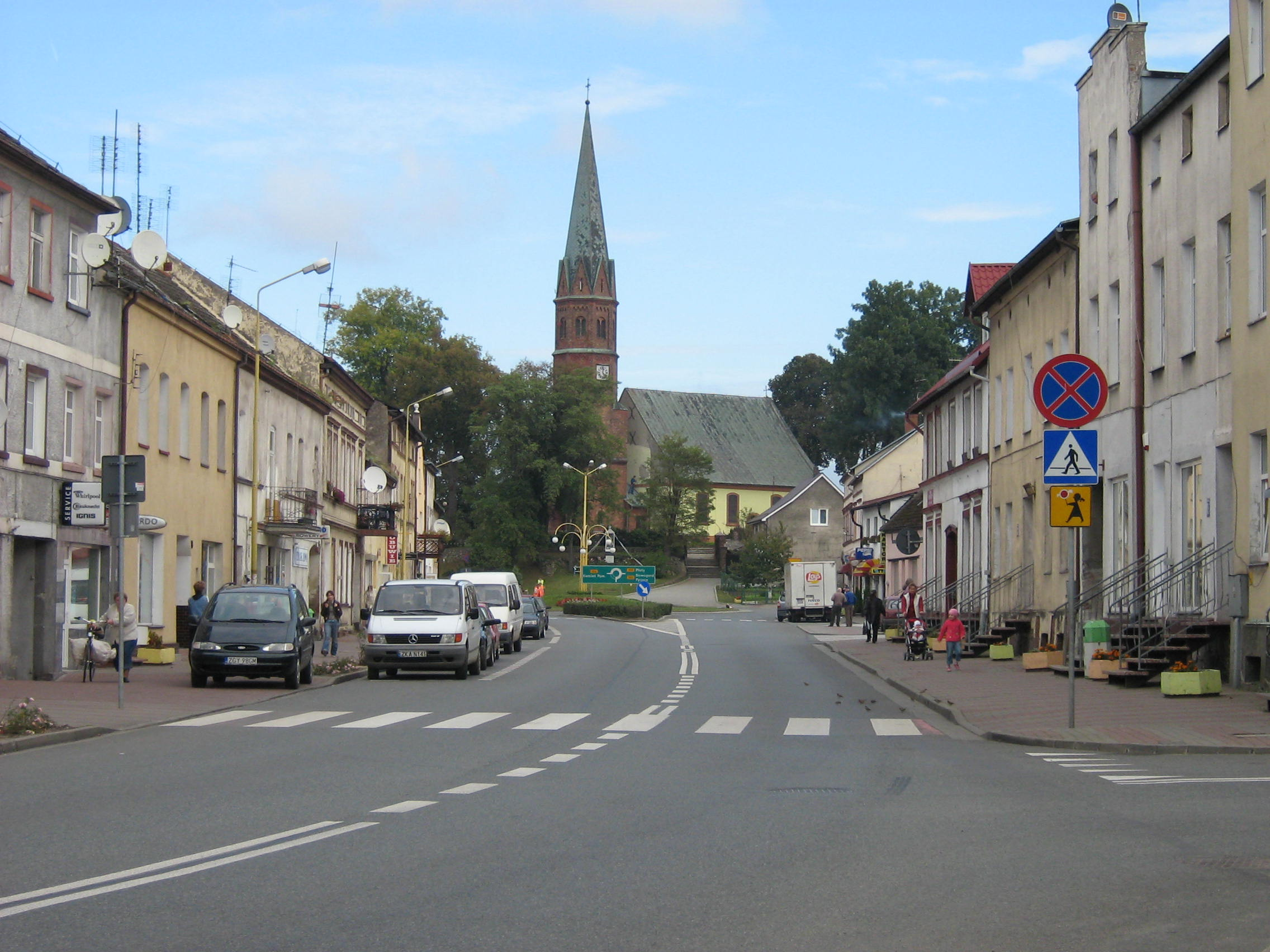
Stadtzentrum mit Hauptgeschäftsstraße

Golczewo (deutsch Gülzow) ist eine Stadt mit Sitz einer Stadt- und Landgemeinde in der polnischen Woiwodschaft Westpommern.

## Geographische Lage
Golczewo liegt in Hinterpommern, etwa 30 Kilometer östlich des Stettiner Haffs und 25 Kilometer südöstlich der Stadt Kamień Pomorski (Cammin i. Pom), zwischen Unter- und Obersee und ist von Wäldern und Anhöhen umgeben. Die Entfernung zur Wojewodschaftshauptstadt Stettin (Szczecin) im Südwesten beträgt etwa 60 Kilometer.

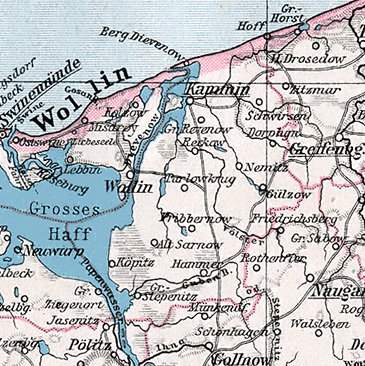
Gülzow östlich des Stettiner Haffs und südwestlich von Greifenberg auf einer Landkarte von 1905

## Geschichte

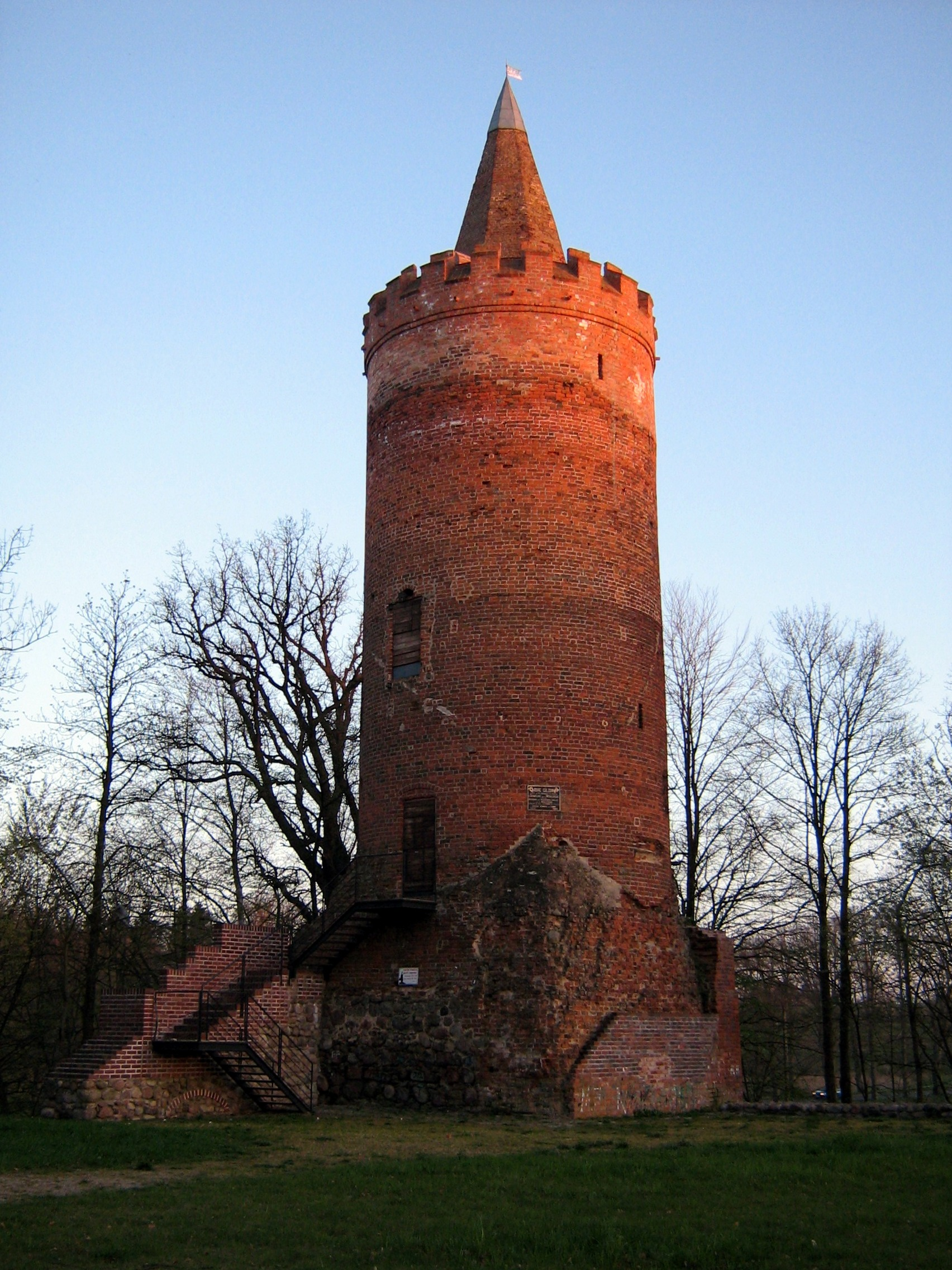
31 Meter hoher Gülzower Fangeturm (1895 und 1929 renoviert), einziges Überbleibsel der ehemaligen Burganlage

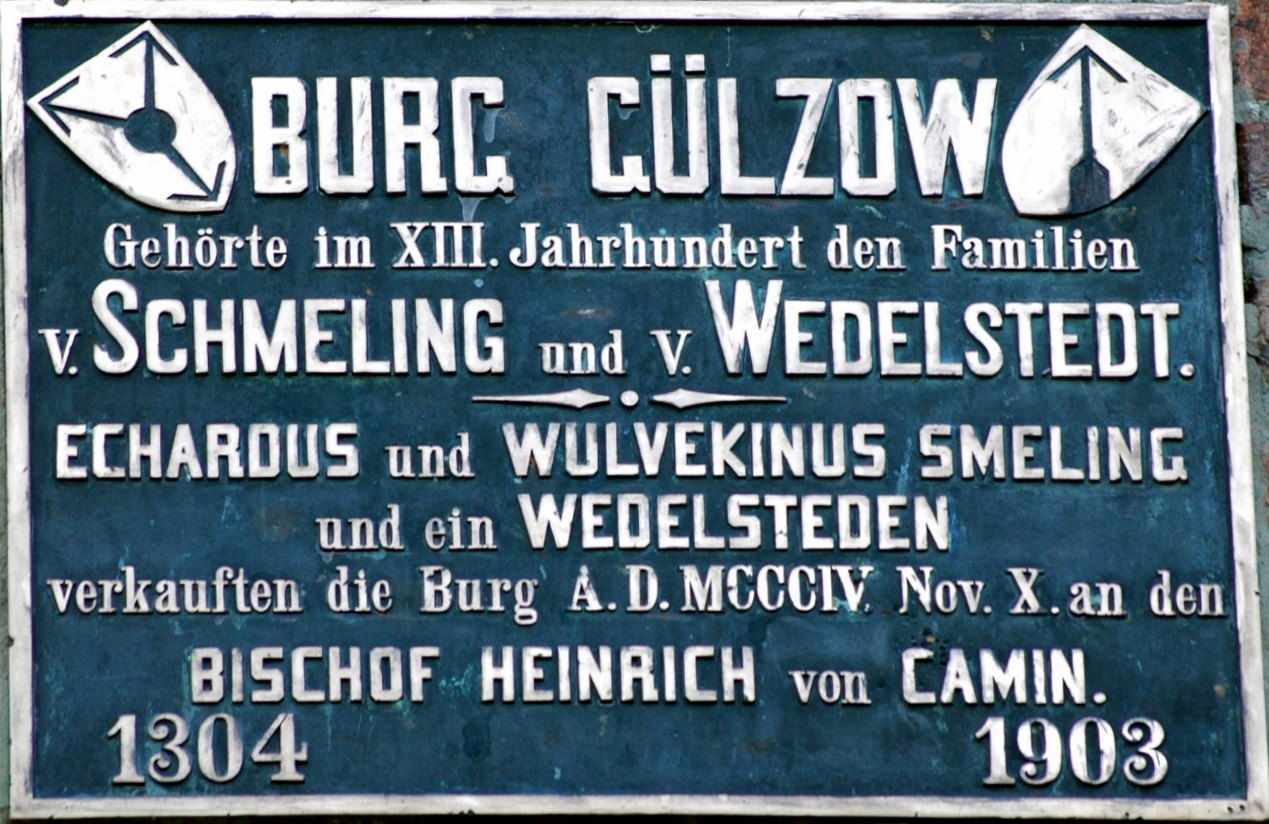
Früher am Burgturm angebrachtes Hinweisschild

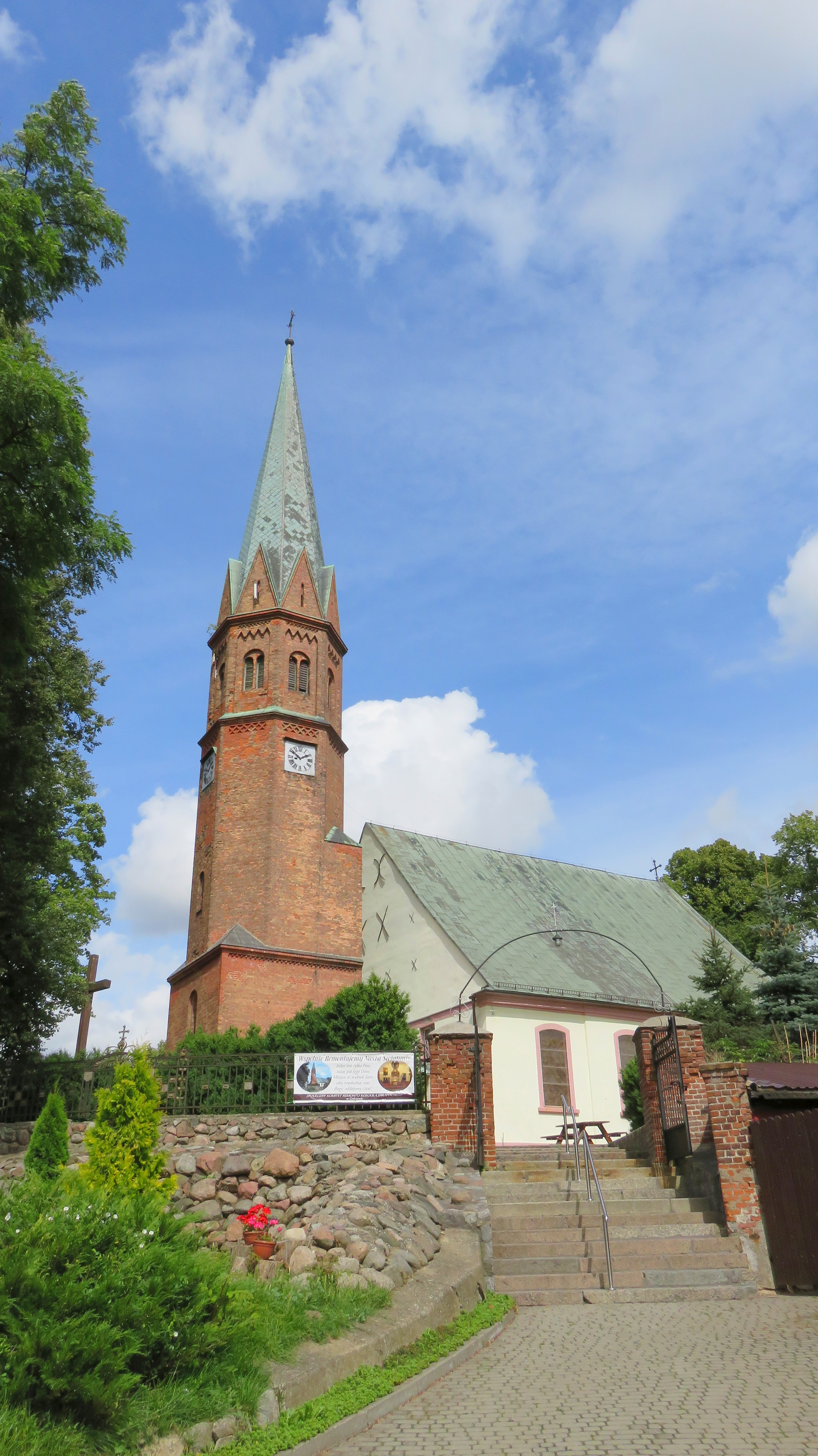
Kirche des Heiligen Andreas Bobola

Die Ortschaft entstand vermutlich zwischen dem 9. und dem 11. Jahrhundert. Ob Gülzow bereits im Mittelalter Stadtrecht besaß, ist ungewiss. Ein Dokument erwähnt civitatis episcopis Gilzov und ein Wappen, dies ist als Nachweis aber unsicher.
Wahrscheinlich 1284 wurde ein Schloss errichtet, das später auch als Burg Gülzow bezeichnet wurde. Sein damaliger Standort ist vermutlich derselbe gewesen wie zu späteren Zeiten: am Durchfluss vom Obersee zum Mittelsee. Laut einer vom pommerschen Herzog Bogislaw IV. am 15. Juli 1304 ausgestellten Urkunde erwarb der Bischof von Cammin, Heinrich von Wachholz, das castrum Gülzow von den Familien Schmeling und Wedelstädt für 1200 Mark. Bei dem Kauf der Burg erhielten die Familien als Burglehen zehn Hufen. Das Dokument aus dem Jahr 1304 ist auch der erste urkundliche Beleg für den Ort. 1331 quittierten Heino und Henning von Wacholtz dem Camminer Domkapitel den Empfang von 3000 Mark in slawischer Münze für die Burg Gülzow. 1336 befand sich das Schloss im Pfandbesitz des Ritters Siegfried Lode. 1363 wurde das Schloss von Bischof Johann I. dem Camminer Domkapitel verpfändet. Im selben Jahr wurde eine Mühle im Dorf erwähnt. 1385 wurde das Schloss dem Usedomer Archidiakon Philipp von Helpte überlassen, der dem Pfandbesitz im Jahr 1402 Tam und Timmo von Flemming überließ.
Danach kam es wegen der Burg zu Streitigkeiten zwischen der Familie Flemming und dem Domkapitel, die sich nach der Einlösung der Burg durch Herzog Bogislaw VIII. noch verschärften. Streitobjekte waren neben der Burg Gülzow auch die Stiftsschlösser Arnhausen, Körlin, Massow und Pollnow. Bischof Nikolaus von Buch verlangte die Herausgabe dieser Besitzungen an das Camminer Stift, doch der Herzog weigerte sich. Daraufhin wurde der Herzog vom Bischof exkommuniziert. 1410 bestätigte die päpstliche Kurie die Rechtmäßigkeit der Einlösung durch den Landesherrn, und der Bann gegen ihn wurde aufgehoben. Daraufhin legte der Bischof sein Amt nieder. Auch seine Amtsnachfolger waren nicht bereit, die Entscheidung des Vatikans zu akzeptieren. Durch einen 1436 abgeschlossenen Vergleich kam die Burg schließlich wieder an das Stift.

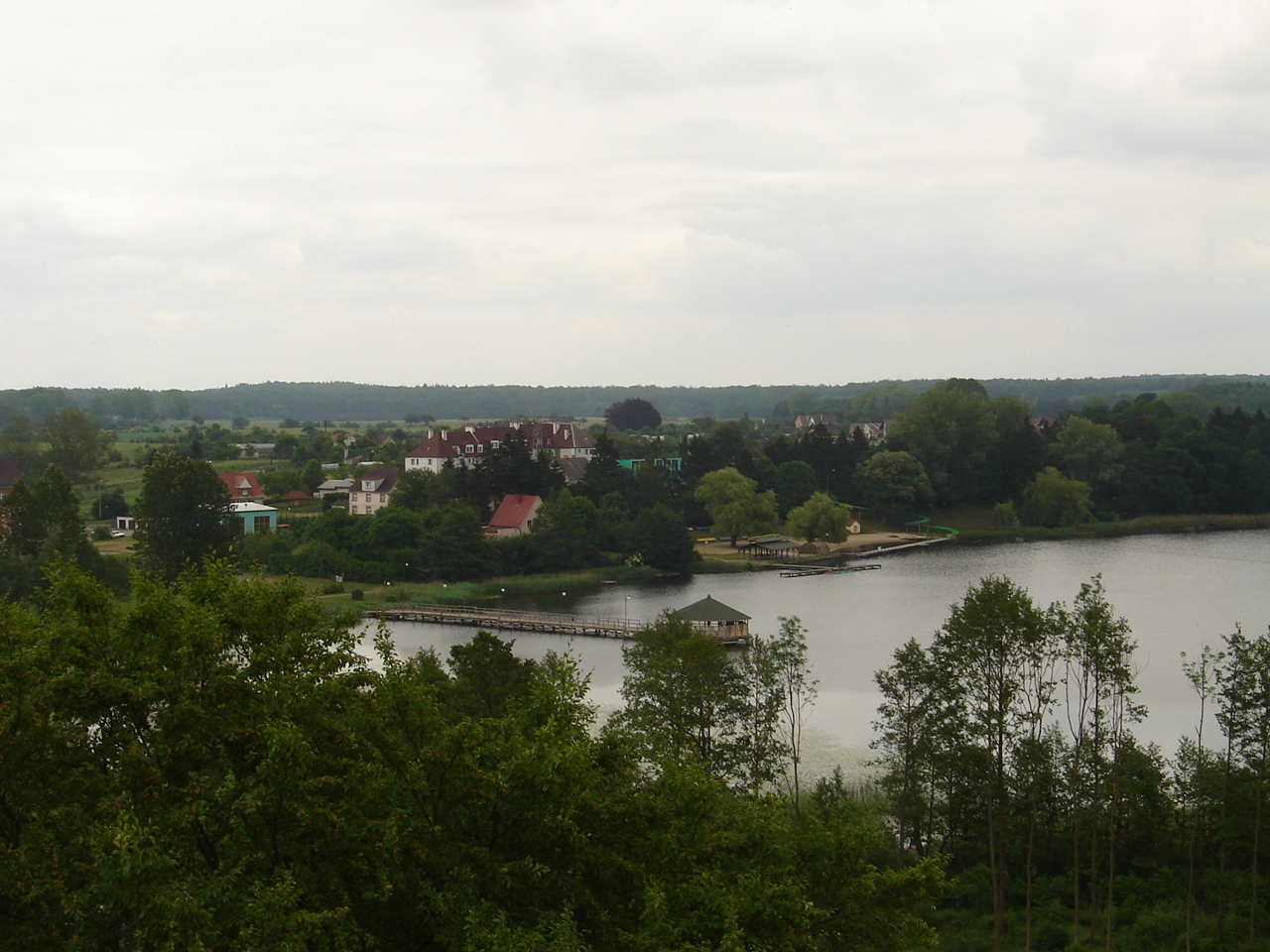
Teilansicht der Ortschaft im Bereich des Untersees.

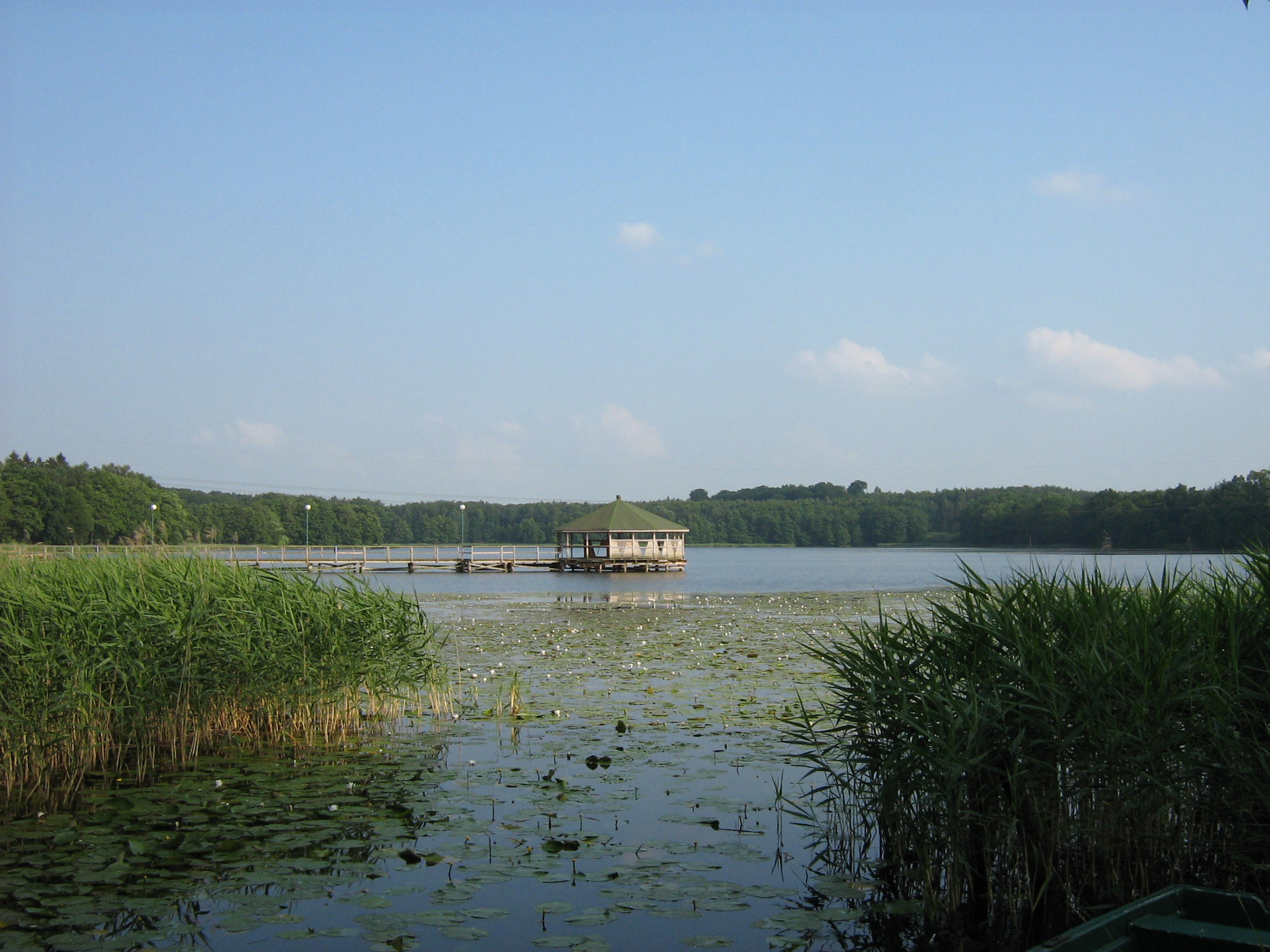
Durchfluss vom Mittelsee zum Untersee.

Über den Zeitraum 1451–1500 befand sich die Burg im Pfandbesitz der Grafen von Eberstein. Sie veräußerten Anteile des Besitzes an Kurt von Flemming und Lüdeke von Massow. Im Jahr 1500 übertrug Graf Ludwig von Eberstein sämtliche Rechte an der Burg an den Camminer Bischof und an das Domkapitel. Seitdem diente Schloss Gülzow bis zur Säkularisation nach dem Dreißigjährigen Krieg als Residenz der Bischöfe von Cammin.
1554 waren insgesamt 14 Hufen vorhanden, davon waren drei zur Kirche und zwei zum Hause Gülzow gelegt. 1650 werden ein Wasserwerk, eine Windmühle und ein Ackerwerk genannt. Aus dem Jahr 1670 wird berichtet, dass das Schloss gänzlich demoliert gewesen sei, „hingegen ein Flecken an diesem Orte erbauet worden, welcher Städtegerechtigkeit von den Fürsten nach Einziehung der bischöflichen Güter erlangt hat“.
Mit dem Tod von Ernst Bogislaw von Croy im Jahr 1684 gingen das zu diesem Zeitpunkt bereits verfallene Schloss und die zugehörigen Besitzungen aufgrund eines seit 1650 bestehenden Vertrages mit dem Großen Kurfürsten an das Haus Brandenburg über. Zusammen mit dem Vorhof – dem späteren Amtshof – kam es unter die Verwaltung des Amtes Gülzow. Visitationsprotokollen zufolge wurde ein wüst liegender Hof zu dem Vorwerk gelegt. Dem Amt unterstanden neben dem Vorwerk der Schulze und zwei Gastwirte mit je zwei Hufen sowie der Müller und der Schmied mit je einer halben Hufe, weiterhin Bewohner, die Freileute waren und die für je eine Viertelhufe Steuern entrichteten. Neben der Malzmühle gab es im Flecken eine neue Mühle (Obermühle) und eine Schneidemühle (letztere wurde 1732 erneuert).
1698 wurde das Vorwerk in die Nähe der Schäferei verlegt. 1700 wurden die wöchentlichen Viehmärkte zwischen Michaelis und Martini eingeführt. Später fanden jährlich je fünf Gemischtwaren- und Viehmärkte auf dem Eichberg statt. Nach Brüggemann (1784) zählten sie „zu den berühmtesten und vorzüglich guten, so in der Provinz angeordnet sind.“
Als er in Gülzow als Bischof residierte, hatte Ernst Bogislaw von Croy unweit des Schlosses eine beim Amtshof hervortretende Mineralquelle einfassen lassen. Dieser mit einem gekrönten Frosch verzierte Schlossbrunnen befand sich am Ausgang des Ortes, wo die Straße nach Pribbernow und Wietstock abzweigt. Während der Amtszeit des Pfarrers Christoph Schäffer, der 1719 von König Friedrich Wilhelm I. als Pastor und Präpositus nach Gülzow berufen worden war, musste die Einfassung der Quelle erneuert werden. Bei dieser Gelegenheit ließ Schäffer eine von ihm selbst gereimte Inschrift folgenden Wortlauts an der Quelle anbringen:
| Im Sommer bin ich kalt; im Winter desto wärmer. Durch Schöpfen geh ich bald und werde doch nicht ärmer. Gott ist der fromme Hüter und Brunnquell aller Güter. |

Aus der Mineralquelle floss sehr reines, klares Wasser, das eine starke Anreicherung an phosphorsaurem Eisenoxid aufwies und von dessen Genuss man gewisse Heilwirkungen erhoffte.
1726 besaßen 13 Einwohner etwas Land, 20 nur einen Kohlgarten; insgesamt wurden 36 Wohnungen gezählt. 1747/49 erhielten die Handwerksbetriebe der Schneider, Böttcher, Tischler, Stellmacher und Rademacher, Drechsler sowie der Huf- und Waffenschmiede neue Privilegien. Im Zeitraum 1749–1752 entstand das Forsthaus Balbitzow durch Anlegung des Hammelstalles. Nach Loslösung vom Rittergut Gülzow bildete es einen selbständigen Gutsbezirk von 251 Hektar Größe. 1755 wurde die neue Apotheke privilegiert. 1779 gab es in dem Flecken außer der Kirche, die aus dem 15. Jahrhundert stammt, 72 Häuser, von denen 27 Ziegeldächer und 42 Strohdächer hatten; darin wohnten 359 Personen. Das Vorwerk mit Sitz des Generalpächters war 1770 Morgen groß, einschließlich der großen Fläche des Obersees.
Während des dritten Napoleonischen Kriegs wurde Gülzow von französischen Truppen besetzt. In der Nacht vom 7. auf den 8. Dezember 1806 kam es um die Kirche und den Friedhof zu einem Scharmützel mit einer von Ferdinand von Schill angeführten kleinen, teils berittenen Truppe, das Schills Ruhm zu begründen half.
Das Amtsvorwerk ging 1812 in Privathand über und war von dem Zeitpunkt an ein Rittergut. Nur der 31 Meter hohe Burgturm, das einzige Überbleibsel der ehemaligen Burganlage, kam auf Geheiß Friedrich Wilhelms IV. wieder in öffentliche Hand. Der Turm wurde 1895 und 1929 umfassend renoviert. Auf dem ehemaligen Schlossgelände wurde ein Obstgarten angepflanzt. 1842 wurde nahe der Schneidemühlenbrücke das Forsthaus Gülzow angelegt. 1845 wurde Balbitzow ein eigener Gutsbezirk, auf dem 1870 54 Menschen lebten. Auf einem Teil der 1004 Morgen großen Gemarkung des Guts Balbitzow wurden später Schonungen angepflanzt, und es wohnten dort nur noch wenige Familien, überwiegend von Waldarbeitern.
Der Anschluss Gülzows an das Schienennetz erfolgte 1901. Gülzow wurde Eisenbahnknotenpunkt: Es kreuzten sich hier die Nebenbahnen Stepenitz – Treptow an der Rega und Plathe – Swinemünde.
1934 wurde die Aufsiedelung des Gutes Gülzow durchgeführt. Es entstanden 16 Siedlerstellen mit 228 Hektar. Der Obersee fiel an die Gemeinde Gülzow. 1939 gab es in Gülzow vier landwirtschaftliche Betriebe mit 56 Hektar und drei Höfe in Annashof mit 94 Hektar. 1939 zählte Gülzow mit seinen 1932 Einwohnern zu den größeren Gemeinden des Landkreises Cammin. In der Gemeinde gab es sieben Wohnplätze:
1. Annashof
2. Fischerkaten
3. Forsthaus Balbitzow
4. Forsthaus Gülzow
5. Gülzow, Flecken
6. Obermühle
7. Schloss Gülzow

1939 betrug die Flächengröße der Ortschaft 1900,6 Hektar.
Bis 1945 gab es in Gülzow eine Reihe von Handwerksbetrieben, Einzelhandelsgeschäften und Kleinunternehmen sowie zwei Arztpraxen, zwei Zahnarztpraxen, eine Apotheke, eine Drogerie, zwei Hotels und mehrere Gaststätten. Der Landwirtschaft stand eine fortschrittlich ausgerüstete Molkerei zur Verfügung. Gülzow hatte ein Postamt und je einen Bahnhof der Reichsbahn sowie der Greifenberger Kleinbahnen und war Eisenbahnknotenpunkt. Im Zentrum gab es eine Spar- und Darlehnskasse sowie eine Zweigstelle der Kreissparkasse Cammin.
Bis 1945 gehörte Gülzow zum Landkreis Cammin i. Pom. im Regierungsbezirk Stettin der Provinz Pommern.
Am Ende des Zweiten Weltkriegs wurde Gülzow im März 1945 nach Kämpfen von der Roten Armee besetzt. Aufgrund zu spät ergangener Räumungsbefehle gelang die Flucht nur einigen. Am 5. März 1945 morgens früh wurden in Gülzow etwa 600 Personen von etwa 18 aus dem Süden und Südosten vorstoßenden sowjetischen Panzern überrascht. Nach Beendigung der Kämpfe um Gülzow stießen am 5. März früh sowjetische Panzer auf der Camminer Chaussee vor.
Nach Kriegsende wurde Gülzow zusammen mit ganz Hinterpommern unter polnische Verwaltung gestellt. Im Landkreis Cammin wurden zwischen Mai 1945 und September 1945 polnische Verwaltungsstellen eingerichtet. Gülzow wurde in Golczewo umbenannt. Die Vertreibungen in Richtung Westen erfolgten meist kurzfristig, und die Ausgewiesenen durften nur Handgepäck mitnehmen, das sehr häufig während des Marsches zur Oder sowie beim Übergang über das Stettiner Haff, die Dievenow und die Oder geplündert wurde.

### Religionen
Die bis 1945 in Gülzow anwesende deutsche Bevölkerung gehörte mehrheitlich der evangelischen Konfession an. Gülzow war der Sitz des Propstes der Synode Gülzow. Die Gülzower Synode bestand im Jahr 1784 aus insgesamt sieben Predigern, die in folgenden sieben Kirchspielen tätig waren: 1) Stadt Gülzow, 2) Baumgarten, 3) Pribbernow, 4) Kantreck, 5) Schönhagen, 6) Basentin und 7) Schwanteshagen. Im Jahr 1925 betrug der Bevölkerungsanteil der Protestanten 95,1 %. Die Gülzower Kirche hatte der Camminer Bischof Martin Karith auf eigene Kosten erbauen lassen. Patron der Kirche war der König. Um 1870 bestand die Gülzower Synode schon lange nicht mehr und war mit Naugard zusammengelegt worden. Im 19. Jahrhundert war in Gülzow ein kirchlicher Verein für christliche Krankenpflege tätig.
Namentlich bekannte Pfarrer vor 1945
- Johann Hackvord, seit 1650 Pastor in Gülzow und seit 1653 Propst der Gülzower Synode
- Jakob Dornkrell ab Eberhertz, * 1643 zu Lüneburg, war 1690–1700 Propst in Gülzow, † 1704[15]
- Christoph Schäffer, seit 1719 Pastor und Propst, galt als vorbildlicher Prediger[16][17]

Die heutige polnische Bevölkerung ist überwiegend katholisch. Pfarrkirche ist die bis 1945 evangelische Kirche des Heiligen Andreas Bobola, errichtet im 15. Jahrhundert aus Feldsteinen, 1805 erweitert, 30 Meter hoher Backsteinturm von 1882.
In der Ortschaft gibt es eine jüdische Gemeinde.

### Schulen

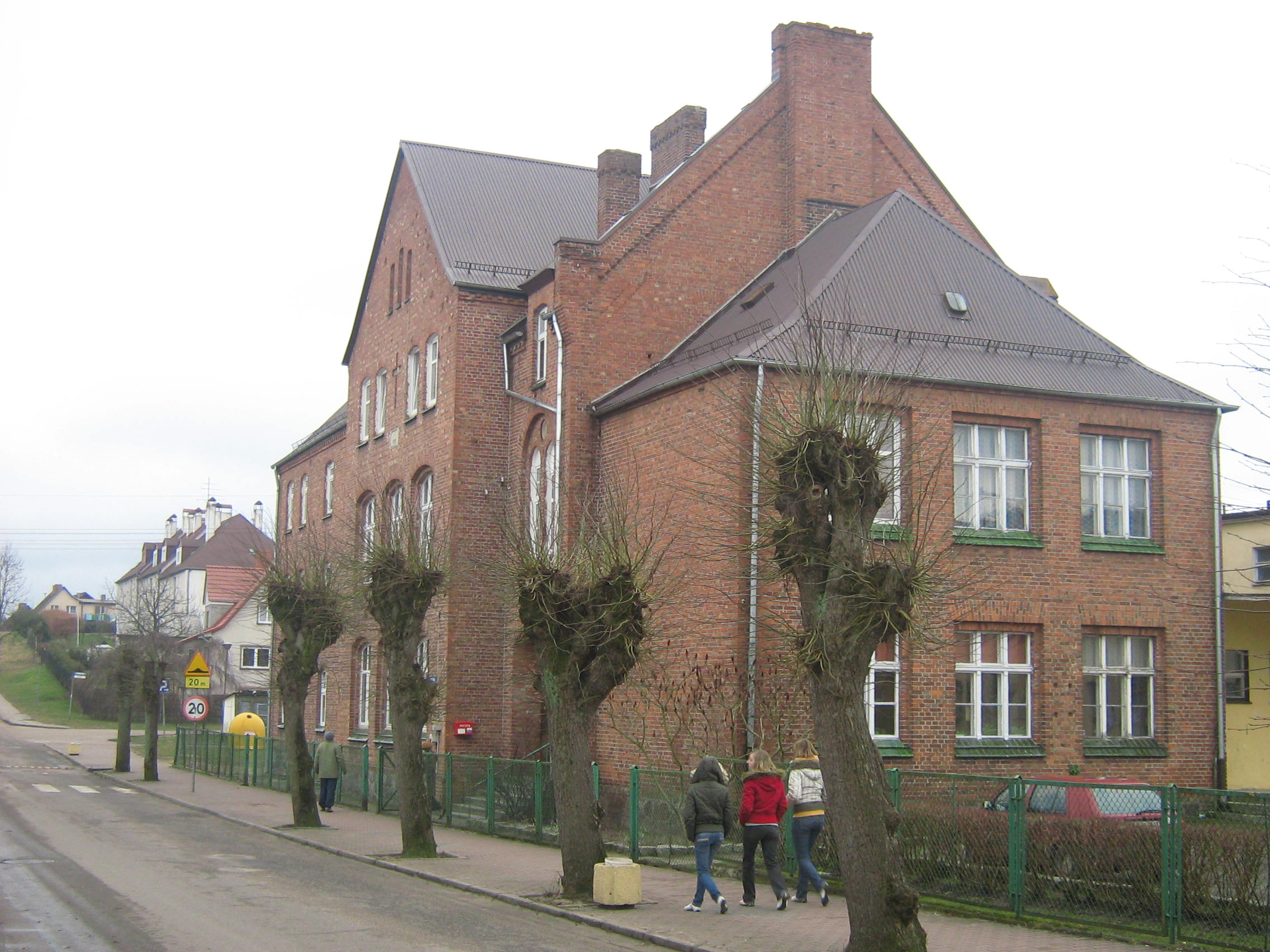
Schulgebäude

In Gülzow gab es bis 1945 eine größere, mehrklassige Volksschule. Das Schulgebäude war ein geräumiger Neubau, der ein älteres Fachwerkgebäude ersetzt hatte. Vor dem Ersten Weltkrieg hatte Gülzow zusätzlich eine Privatschule.

### Entwicklung der Einwohnerzahl
- 1782: 0359, darunter drei jüdische Familien[18]
- 1791: 0363, davon 12 Juden[19]
- 1846: 0915[18]
- 1867: 1269[18]
- 1925: 1732, davon 14 Katholiken und 26 Juden sowie 45 Personen ohne Angabe zur Konfession[8]

Vergl. auch nachfolgendes Balkendiagramm zu den Einwohnerzahlen der Stadt seit 1780.

## Gmina Golczewo
Die Stadt- und Landgemeinde Golczewo umfasst eine Fläche von 175,39 km² bei einer Zahl von 6.081 Einwohnern.
Die Gemeinde gliedert sich in 12 Ortsteile („Schulzenämter“) bei insgesamt 28 Ortschaften:
| - Baczysław (Batzlaff) - Drzewica (Drewitz) - Kłęby (Klemmen) - Kozielice (Köselitz) - Kretlewo (Kretlow) - Mechowo (Dorphagen) | - Niemica (Nemitz) - Samlino (Zemlin) - Unibórz (Tonnebuhr) - Upadły (Henkenhagen) - Wołowiec (Ravenhorst) - Wysoka Kamieńska (Wietstock) |

| - Barnisławice (Balbitzow) - Dargoszewko (Neu Dargsow) - Dargoszewo (Alt Dargsow) - Dobromyśl (Augustenhöhe) - Gacko (Dammhof) - Gadom (Wildenhagen) - Golczewo-Gaj - Imno (Immenhof) - Kłodzino (Klötzin) | - Koplino (Kopplin) - Książ (Papenhagen) - Niwka (Augustenhof) - Ronica (Rönz) - Sosnowice - Strażnica (Wachholzhof) - Zielonka (Grünhof) - Żabie (Hinzenhof) |

## Wirtschaft und Infrastruktur

### Verkehr
Durch Golczewo führt von Nord nach Süd die Woiwodschaftsstraße 106 (droga wojewódzka 106), welche im Norden nach etwa 20 Kilometern durch Kamień Pomorski führt. Im Süden führt sie in derselben Entfernung durch Nowogard und kreuzt dabei die Landesstraße 6 (Europastraße 28). In Ost-West-Richtung wird der Ort von der Woiwodschaftsstraße 108 gekreuzt. Diese führt etwa 20 Kilometer östlich durch Płoty, im Westen mündet sie nach etwa 15 Kilometern in der Landesstraße 3 (Europastraße 65).
Golczewo war bis 2005 an das Bahnnetz der Polnischen Staatsbahn an der Linie 420 Worowo (Wurow)–Płoty (Plathe)–Wysoka Kamieńska (Wietstock) angeschlossen. Bis 1996 bediente die Greifenberger Kleinbahn (bzw. Polnische Staatsbahn) noch die Strecke Greifenberg-Stepenitz mit der Station Gülzow, und außerdem – bis 1961 – die Strecke Gülzow-Zemlin-Schnatow.
Der nächste internationale Flughafen ist der Flughafen Stettin-Goleniów Luftlinie etwa 27 Kilometer südlich der Stadt.

## Persönlichkeiten

### Söhne und Töchter des Ortes
- Dietrich Masteit (1923–2020), deutscher Politiker (SPD), ehemaliges Mitglied des Abgeordnetenhauses von Berlin

### Mit dem Ort verbunden
- Johann Hackvord (1624–1690), deutscher evangelischer Geistlicher, wurde im Jahr 1650 Pastor in Gülzow und 1653 Propst der Gülzower Synode
- Klaus Harms (1906–1972), deutscher evangelischer Geistlicher, war von 1931 bis 1945 Pastor in Gülzow